# Drusa glandulosa
Drusa glandulosa é uma espécie de planta com flor pertencente à família Apiaceae. 
A autoridade científica da espécie é (Poir.) H.Wolff ex Engl., tendo sido publicada em Die Vegetation der Erde 9 (III 2): 795. 1921.

## Portugal
Trata-se de uma espécie presente no território português, nomeadamente no Arquipélago da Madeira.
Em termos de naturalidade é endémica da Região Macaronésia.

## Protecção
Não se encontra protegida por legislação portuguesa ou da Comunidade Europeia.